# You Can Win If You Want
«You can win if you want» (en español "Puedes triunfar si tú quieres") es el segundo sencillo del primer álbum de Modern Talking, The 1st Album, y el segundo consecutivo en alcanzar el N.º 1 de la lista alemana, después de "You're my heart, you're my soul". La canción fue compuesta, arreglada y producida por Dieter Bohlen, y coproducida por Luis Rodriguez. La fotografía de la portada y el diseño de arte fueron realizados por Manfred Vormstein, mientras que la fotografía de la contraportada es de Fryderyk Gabowicz.

## Certificaciones
Por sus ventas el sencillo ganó disco de oro de Alemania, Bélgica y disco de platino en Portugal.

## Sencillos
7" Single Hansa 107 280, marzo de 1985
1. You Can Win If You Want (Special Single Remix)		3:42
2. One In A Million	3:42

12" Maxi Hansa 601 670	1985
1. You Can Win If You Want (Special Dance Version) 5:19
2. You Can Win If You Want (Instrumental)	3:42
3. One In A Million 3:42

## Listas
El sencillo permaneció 21 semanas en la lista alemana desde el 6 de mayo de 1985 hasta el 6 de octubre de 1985. Se mantuvo en el n.º 1 como máxima posición durante una semana.
| Lista (1985) | Máxima posición |
| ------------ | --------------- |
| Alemania     | 1               |
| Austria      | 1               |
| Bélgica      | 1               |
| Dinamarca    | 3               |
| España       | 2               |
| Finlandia    | 5               |
| Francia      | 8               |
| Israel       | 1               |
| Países Bajos | 6               |
| Portugal     | 2               |
| Reino Unido  | 70              |
| Sudáfrica    | 10              |
| Suecia       | 6               |
| Suiza        | 2               |
| Turquía      | 1               |

## Otras versiones
- En 1985 el grupo Copy-Right grabó una versión remix de «You Can Win If You Want» de 9:55 minutos de duración y que fue publicado en Alemania.[13]
- En 1985 el acordeonista alemán Harry Holland grabó una versión instrumental de «You Can Win If You Want» y que fue incluida en su álbum "Superhits '85 In Magic Accordion Sound".[14]
- En 1986 Cliff Carpenter Und Sein Orchester grabó una versión instrumental de «You Can Win If You Want» de 3:28 minutos de duración y que fue incluida en su álbum doble "Die Schönsten Schlager - Instrumental - Folge 3".[15]
- En 1998 el grupo italiano Euphory grabó un sencillo que contiene cuatro versiones remix de «You Can Win If You Want» y que fueron publicadas en Alemania por Hansa.[16]